# Concòrdia de 1163
La Concòrdia de 1163 és l'acord que el bisbe Bernat Roger d'Urgell va signar aquell any amb una representació dels homes d'Andorra i en presència dels comtes d'Urgell, de Barcelona i de Foix. També és coneguda com la primera Concòrdia d'Andorra.
Mitjançant aquest acord, el bisbe d'Urgell es volia assegurar de percebre els drets i els censos que els comtes d'Urgell recaptaven antigament a Andorra, és a dir, abans del 1133, que és la data en què el comte Ermengol VI d'Urgell va donar les valls d'Andorra i la vila d'Arcavell al bisbe Pere Berenguer i a l'Església d'Urgell a canvi de 1.200 sous.
D'altra banda, el bisbe volia tenir el control directe de les rendes vinculades a les esglésies de les Valls, d'acord amb els preceptes de la reforma gregoriana, que reclamaven apartar els laics de la gestió dels béns i les rendes de l'Església. A través de la Concòrdia de 1163, el bisbe va enfortir el seu poder al territori, mitjançant la recaptació del delme sobre diverses produccions i el nomenament dels batlles.